# 磯じまん
磯じまん株式会社（いそじまん）は、大阪府大阪市都島区友渕町に本社を置く、主に海苔佃煮などの加工食品を製造販売している食品メーカーである。1926年創業。

## 会社概要
創業から今日まで、三重県・伊勢で採れた生海苔を原料とした「磯じまん」を製造販売している。この他にも梅干しと紫蘇と鰹節を使用した「山海ぶし」や、椎茸・昆布などを加工した瓶詰め食品を製造している。
この他にもお茶漬け海苔や御進物用の各種佃煮の詰め合わせなどのギフト用商品も販売している。海苔佃煮を中心とする瓶詰め食品のシェアでは、全国的に桃屋が高いシェアを誇るが、磯じまんは西日本でシェアが高いことで知られる。
社名及び商標の「磯じまん」は、創業者である山本四郎（やまもと しろう）の知人の和尚が命名した。当初は「磯志まん」（いそしまん）の名称だったが、よりわかりやすい商品名にするために「志」（こころざし）に濁点を加え、自慢できる味という意味通り、ひらがな書きの「磯じまん」とした。

## 沿革
- 1926年（大正15年） - 初代社長・山本四郎により黒門市場にて創業。
- 1930年（昭和5年） - 海苔の佃煮「磯じまん」を発売。
- 1943年（昭和18年） - 法人設立。
- 1956年（昭和31年） - 東京営業所（現・東京支店）開設。
- 1972年（昭和47年） - 「山海ぶし」を発売。
- 1977年（昭和52年） - 現在の本社ビル完成。
- 1988年（昭和63年） - 広島営業所開設。
- 1993年（平成5年） - 福岡営業所開設。

## 事業所
本社・工場
大阪府大阪市都島区友渕町2-9-19
東京支店
東京都千代田区神田岩本町4-12
広島営業所
広島県安芸郡府中町
福岡営業所
福岡県春日市春日原東町

## 主な商品
- 海苔の佃煮シリーズ
  - 磯じまん
  - 特選　磯じまん
  - 生のり
  - のりのり
  - みんなののり佃煮
  - いそマルシェ
  - スッパイマンのり佃煮
- 梅シリーズ
  - 山海ぶし
  - 国産梅肉
- 椎茸シリーズ
  - 花しいたけふくめ煮
  - 椎茸うま煮
  - ピリリと辛い花しいたけ
- こだわり品シリーズ
  - 黒毛和牛のそぼろ煮
  - ちょい辛みそ
  - ねぎみそ
  - ちりめんちゃん
  - さけちりめんちゃん
  - 味しょうが
  - お肉のような大豆のおかず
- ギフトシリーズ
  - 日本全国うまいものめぐり
  - 佃煮詰合せ
  - 洋風スープとスティック詰合せ

## テレビCM
1960年前後からテレビCMを行う老舗の広告スポンサーである。1997年から1998年にかけて、『朝だ!生です旅サラダ』（朝日放送制作・テレビ朝日系）のスポンサー企業の一社として参加。谷隼人を起用した同社商品（磯じまん・山海ぶし）の15秒CM2本を放送した。
この他1990年代にテレビ大阪でもスポットCMを放送した時期がある。
2000年代以降では新たにテレビ・ラジオのCMソングとしてつくられた「磯じまんの唄」（作詞・作曲角南浩）の歌詞・メロディを同社のサイトで公開している。また2010年には毎日放送で「磯じまんの唄」のニューバージョンによるスポットCMを放送している。